# BellaMa'
BellaMa' - Generazioni a confronto è un programma televisivo italiano di genere talent show, in onda su Rai 2 dal 12 settembre 2022, ideato e condotto da Pierluigi Diaco, in diretta dallo studio 1 degli Studi televisivi Fabrizio Frizzi.

## Caratteristiche
Venti concorrenti (dieci della fascia 18-25 anni denominata Generazione Z, dieci della fascia 55-90 anni denominata Boomer) si sfidano con domande di cultura generale e confronti creativi generazionali sui social network coadiuvati da trenta opinionisti: quindici della fascia 18-25 anni e quindici della fascia 55-90 anni, sempre con la stessa denominazione.
Il titolo della trasmissione (che riprende lo slang dei ragazzi Bella mamma, per salutare le mamme), è stato scelto con un sondaggio tra gli studenti liceali: in origine la trasmissione doveva intitolarsi SciallaMa' (Stai serena, mamma).
Nella trasmissione partecipano inoltre un complesso musicale di cinque componenti (quattro ragazzi e una ragazza): gli In Fieri (ripreso dalla locuzione latina In fieri che significa In divenire), che oltre alla sigla iniziale eseguono due cover di brani rappresentativi delle diverse generazioni e sono stati protagonisti dal 29 settembre di un docu-reality e due presenze fisse: Barbara Alberti al martedì e la storica dell'arte Annamaria Ambrosini Massari al venerdì che conducono due rubriche, con un ospite diverso per ciascuna puntata.
Altre presenze fisse del programma sono Domenico Restuccia, il Dottor Web che ha il compito di gestione delle classifiche dei concorrenti, delle mail e dei video dei telespettatori e mostrare il gradimento di questi ultimi (il sentiment) sugli ospiti intervenuti nelle puntate e Lucia Rossetti, la BellaProf, che ha coordinato la prova culturale. Ogni venerdì la puntata è conclusa con il BellaDance eseguito dagli opinionisti Carolina Trisciuzzi e Stefano Cardellini (detto Re Stefano Primo) che chiude la settimana a ritmo di musica dance, unendo le due generazioni in un momento di svago a chiusura della settimana.
Dopo un avvio deludente in termini di ascolti il format viene rivisto e corretto e la durata è accorciata: gli ascolti si incrementano stabilizzandosi e il 6 marzo 2023 la trasmissione è confermata nel palinsesto per la seconda stagione mentre il 1º marzo 2024 è confermata anche per la terza stagione. La prima edizione è stata vinta da Rosa Sorrentino della Generazione Z, che ha prevalso in finale su Raffaella Ruzzini dei Boomer. La seconda edizione è stata vinta da Eleonora Miglionico della Generazione Z, che ha prevalso in finale su Brigida Massa dei Boomer. La terza edizione è stata vinta da Sergio Marcangeli dei Boomer, che ha prevalso in finale su Pietro Mercanti della Generazione Z.

## Casting e provini
Per la prima edizione, i concorrenti e opinionisti sono stati selezionati attraverso i casting e i provini, che si svolsero dal 13 al 15 giugno 2022 e mostrati in 19 anteprime della durata di cinque minuti ciascuna, intitolate Aspettando BellaMa', andate in onda dal 15 agosto all'8 settembre 2022. Il 9 settembre 2022 venne trasmessa una puntata speciale di presentazione di 45 minuti.
Per la seconda edizione, nel mese di aprile 2023 viene ufficializzata la data di partenza per l'11 settembre, con anteprime nel mese di agosto sul casting, aperto il 5 aprile e concluso il 12 maggio e i provini, che si sono svolti dal 7 al 9 giugno. I venti concorrenti sono cambiati da regolamento, mentre alcuni che hanno gareggiato nella prima edizione (tra i quali le due finaliste) sono tornati in veste di opinionisti. Il 9 settembre 2023 è stata trasmessa una puntata speciale intitolata Aspettando BellaMa', con la riproposizione dei momenti salienti della prima stagione e la presentazione dei nuovi concorrenti e opinionisti della seconda edizione.
Per la terza edizione il casting inizia il 5 marzo 2024 e si è chiuso l'8 maggio 2024, mentre i provini, che hanno visto la partecipazione di 2 200 candidati, si sono svolti dal 27 al 29 maggio 2024. Il 22, 23, 26, 27 e 28 agosto 2024 sono andate in onda cinque puntate di Aspettando BellaMa', con il backstage dei provini condotto da Domenico Restuccia e Rosa Sorrentino la riproposizione dei momenti migliori della seconda stagione e dove sono stati presentati i 20 concorrenti, i 33 opinionisti e le rubriche della terza edizione, tra le quali Aspettando Sanremo condotta da Roberta Capua, che verrà trasmessa il lunedì e una rubrica sul mondo delle favole, condotta da Nancy Brilli, che sarà in onda il martedì. La sigla di apertura delle puntate di anteprima è Karma dei The Kolors.
Tra i dieci concorrenti e i quindici opinionisti della Generazione Z, nella terza edizione hanno partecipato: Giacomo Bettarini, Chiara Capone, Manuel Dal Lago, Maria Giovanna Grignano, Alex Lazzari, Stefano Maurelli, Pietro Mercanti, Irene Monaco, Greta Nitti, Flavia Rosa Prestipino, Laura Anna Prestipino e Francesco Sorrentino. Similmente, tra i dieci concorrenti e i quindici opinionisti dei Boomer, nella terza edizione hanno partecipato: Arturo Aloisi, Andrea Antoniella, Angelita Castelforte, Elena Fogli, Domenica Gennaro, Sergio Marcangeli, Marisa Mazzocchetti, Angela Merolli, Francesca Mura, Ivano Osimani, Gianni Pera e Tiziana Pigelli. Alcuni opinionisti della seconda edizione, tra la Generazione Z e i Boomer, che non hanno partecipato come concorrenti alle prime due edizioni, saranno promossi nel ruolo di concorrenti. I finalisti dell'edizione sono Pietro Mercanti per la Generazione Z e Sergio Marcangeli per i Boomer.
Per la quarta edizione, ufficializzata il 28 marzo 2025, i provini si sono svolti in tre città diverse (a Roma, Milano e Bari) tra il 3 aprile e il 23 maggio 2025 mentre il casting per i nuovi concorrenti si è svolto dal 26 al 28 maggio 2025. Le puntate di anteprima sui provini andranno in onda dal 1° al 5 settembre, mentre la quarta stagione comincerà l'8 settembre 2025. Sono previste inoltre cinque puntate in prima serata intitolate BellaMa' di sera che andranno in onda la domenica sera dal 14 settembre al 12 ottobre 2025, con Michele Cucuzza, Flora Canto e Attilio Romita come ospiti fissi.

## Prove e punteggi
Inizialmente, il programma si divideva in tre parti: la prova culturale, l'intervista all'ospite e il dibattito in studio su un argomento di attualità. La prova culturale, denominata BellaQuiz, si articolava in tre manches:
- Bellastories, sui fatti storici;
- Bellaface, sull'identità di personaggi famosi;
- Bellawhat, sulle parole della lingua italiana.

Ad esse si aggiunsero in seguito:
- Bellasong, sulle strofe delle canzoni;
- Bellalove, sulle coppie celebri;
- Bellaart, sull'arte;
- Bellachi, sulle frasi celebri.

Nelle puntate in cui il programma va in onda in forma ridotta (in occasione degli eventi sportivi trasmessi da Rai 2), il BellaQuiz non era disputato e i 30 punti in palio venivano divisi equamente tra i concorrenti. A partire dalla quarta puntata le tre parti vennero cambiate nella programmazione: dibattito, intervista e prova culturale, ridotta dapprima a due manches con 15 punti assegnati per ogni risposta esatta, e dal 27 ottobre a una sola manche con 30 punti assegnati. Dal 30 novembre le domande culturali vengono soppresse e le prove sono ridotte a due: una presentazione dell'ospite e un'introduzione in video (su Instagram e TikTok) della tematica di attualità oggetto del dibattito in studio con i trenta opinionisti.
Per ognuna delle tre prove il concorrente in caso di vittoria si aggiudicava 30 punti (in seguito portati a 40), per un totale di 90. Ulteriori 10 punti (in seguito portati a 20) vengono assegnati dalla commissione di redazione (denominata Grande BellaMa' composta nella prima edizione dagli autori e da Paola Rosmini, Raffaella De Gregorio, Monica La Padula, Paola Mantovano e Angela Martucci, mentre nella seconda è composta da Eliana Bosatra, Laura Cirilli, Raffaella De Gregorio, Monica La Padula, Paola Mantovano, Angela Martucci e Domenico Restuccia) per arrivare a un totale di 100 punti per ciascuna puntata. Alla fine della settimana viene stilata una classifica parziale dei punteggi ottenuti dai concorrenti in base alle gare disputate e al voto dei telespettatori, che sarà comunicata il lunedì successivo: gli ultimi classificati delle due squadre cedono il posto ai primi classificati delle riserve, dette anche aspiranti. In origine erano previste sfide sull'eloquio da parte dei primi classificati delle riserve nei confronti degli ultimi classificati dei titolari, che avevano la possibilità di mantenere il posto in caso di vittoria, nonché sfide ulteriori lanciate ai concorrenti da persone con collegamenti in esterni, ma entrambe le cose non sono state attuate. Nella penultima settimana di trasmissione gli aspiranti concorrenti non hanno più la possibilità di entrare nel gioco.

## Classifica
Inizialmente, i primi quattro classificati delle due squadre passavano alle sfide finali nell'ultima settimana di trasmissione, dove le prove erano le medesime, con la differenza che sono giudicate soltanto dal televoto, interrotto prima della fine della puntata. I vincitori delle singole puntate non dovevano essere resi noti come la classifica generale, unificata tra Generazione Z e Boomer, che doveva essere svelata soltanto alla conclusione del programma, con la proclamazione del concorrente vincitore o vincitrice dell'edizione.
In caso di parità tra due o più concorrenti (soprattutto per stabilire la quarta posizione) a decidere doveva essere la Grande BellaMa' in base alle seguenti caratteristiche dimostrate nel corso delle puntate da ciascun concorrente:
- interesse, conoscenza e pratica del linguaggio dei social;
- creatività e fantasia;
- capacità di esprimersi correttamente e di parlare di svariati argomenti con una buona dialettica;
- simpatia ed efficacia nel contesto di un programma televisivo.

In seguito la modalità viene cambiata e i finalisti si riducono a due: i primi classificati della Generazione Z e Boomer, che nelle quattro puntate dell'ultima settimana affrontano una serie di prove, giudicati nelle prime tre puntate dagli ospiti e dal televoto e, nella quarta, da una giuria composta da dieci persone. In caso di parità nelle sfide finali vince chi ha ottenuto più punti nella classifica generale delle precedenti settimane di gara; in caso di parità ulteriore, decide la Grande BellaMa' in base alle caratteristiche sopra indicate.

## Sigla
La sigla di apertura e chiusura del programma, che ha lo stesso titolo della trasmissione, è composta da Danilo Paoni e dai componenti del gruppo musicale In Fieri, che la eseguono. Dal 6 febbraio 2023 la sigla iniziale è il ritornello di Sugar Sugar di Lorella Cuccarini, cantata da Carlotta Candida Nola degli In Fieri e ballata da Rosa Sorrentino, divenuta la prima ballerina in assoluto del programma; la sigla precedente rimane come quella di chiusura.

## Rubriche
Dal 2023 vengono introdotte delle rubriche, tutte confermate per la seconda edizione:
- Tutti in pista a cura di Giampiero Gencarelli, Antonella Elia (tutti i lunedì)
- La posta del cuore a cura di Rosanna Vaudetti e Maria Giovanna Elmi (tutti i martedì e all'epoca riproposta in Attenti a noi due con Raimondo Vianello e Sandra Mondaini su Canale 5 nel 1982 e nel 1983)
- Tutti in tuta a cura di Annalisa Minetti (tutti i mercoledì)
- Dove si trova Dio a cura di Don Walter Insero (due giovedì al mese)
- Canta con me a cura di Manuela Villa e Marco Carta (due giovedì al mese)
- Tutti cantano a cura di Rita Forte (tutti i venerdì)

Nelle settimane precedenti il Festival di Sanremo la rubrica fissa era Tutti cantano Sanremo, dove ciascun opinionista della Generazione Z e dei Boomer (due per puntata) sceglieva la sua canzone preferita della manifestazione canora, spiegandone la motivazione. Anche questa rubrica è confermata per la seconda edizione al lunedì, a partire dal 4 dicembre 2023, con l'aggiunta di Tutti ballano Sanremo, curata da Giampiero Gencarelli.
Una nuova rubrica della seconda edizione è BellaRai, che è andata in onda al giovedì a partire dal 21 settembre, con ospiti ad introdurre i filmati di repertorio (tra i quali Giancarlo Magalli) culminante in quattro puntate speciali che sono andate in onda dal 2 al 5 gennaio 2024 in concomitanza con la ricorrenza dei 70 anni della televisione italiana (che si sono celebrati il 3 gennaio) con sei ospiti fissi (tra i quali Rosanna Vaudetti) dedicate a tematiche specifiche: la prima è I migliori Sanremo della nostra vita, la seconda il talk show con l'omaggio a Maurizio Costanzo, la terza è sul rapporto tra la Rai e il territorio, mentre la quarta e ultima è sul genere dell'infotainment con l'intervento di Alberto Matano e il direttore dell'intrattenimento day time Angelo Mellone. Dopo la fine dell'edizione, il 30 maggio va in onda una puntata speciale in prima serata, con il titolo BellaRai2, dedicato ai conduttori e alle conduttrici del passato della rete televisiva.
Un'altra rubrica nuova della trasmissione è Taglia e cuci affidata a Guillermo Mariotto, che va in onda al mercoledì a partire dal 20 settembre, dove si spiega l'arte della sartoria. In questa gara i concorrenti, oltre al video, si cimenteranno in prove pratiche di realizzazione di abiti ispirati alla moda dei grandi personaggi dello spettacolo da far sfilare in passerella a due opinionisti.
Una terza rubrica nuova della trasmissione è Più sani e più belli affidata a Rosanna Lambertucci, riedizione della trasmissione televisiva omonima, che è andata in onda al giovedì a partire dall'11 gennaio 2024, dedicata alla salute e al benessere.
Altre rubriche saltuarie introdotte nella seconda edizione sono La Cialtromante, dove la concorrente Brigida Massa legge le carte in maniera ironica agli ospiti della trasmissione, e Uso privato di servizio pubblico, in onda al venerdì, dove un opinionista ha a disposizione un minuto di tempo per rivolgere messaggi e comunicazioni.
Nella terza stagione (2024-25) le rubriche sono le seguenti:
- BellaSanremo e Facciamo i Conti con Roberta Capua (tutti i lunedì) – nuova rubrica
- Tutti in pista a cura di Giampiero Gencarelli, Antonella Elia e Adriana Volpe (tutti i lunedì) – confermata. A partire dal 28 ottobre 2024 Volpe è sostituita da Rosa Sorrentino.
- Tutti recitano con Nancy Brilli (tutti i martedì) – nuova rubrica
- Tutti cantano con Marco Morandi e Gino Castaldo (tutti i martedì)
- La posta stellare con Valeria Marini (tutti i giovedì)

## Edizioni
| Edizione | Periodo           | Periodo       | Puntate | Conduzione      | Rete  | Sede                                                  |
| Edizione | Inizio            | Fine          | Puntate | Conduzione      | Rete  | Sede                                                  |
| -------- | ----------------- | ------------- | ------- | --------------- | ----- | ----------------------------------------------------- |
| 1ª       | 12 settembre 2022 | 5 maggio 2023 | 160     | Pierluigi Diaco | Rai 2 | Studio 1 degli Studi televisivi Fabrizio Frizzi, Roma |
| 2ª       | 11 settembre 2023 | 3 maggio 2024 | 158     | Pierluigi Diaco | Rai 2 | Studio 1 degli Studi televisivi Fabrizio Frizzi, Roma |
| 3ª       | 9 settembre 2024  | 2 maggio 2025 | 158     | Pierluigi Diaco | Rai 2 | Studio 1 degli Studi televisivi Fabrizio Frizzi, Roma |

## Audience
| Edizione | Rete televisiva | Anno      | Programmazione | Programmazione | Programmazione | Programmazione | Programmazione | Programmazione | Programmazione | Telespettatori | Share |
| Edizione | Rete televisiva | Anno      | L              | M              | M              | G              | V              | S              | D              | Telespettatori | Share |
| -------- | --------------- | --------- | -------------- | -------------- | -------------- | -------------- | -------------- | -------------- | -------------- | -------------- | ----- |
| 1ª       | Rai 2           | 2022-2023 |                |                |                |                |                |                |                | 560 000        | 5,73% |
| 2ª       | Rai 2           | 2023-2024 | –              | –              |                |                |                |                |                |                |       |
| 3ª       | Rai 2           | 2024-2025 | 604 000        | 6,80%          |                |                |                |                |                |                |       |

## Spin-off e puntate speciali
| Titolo                             | Periodo          | Periodo          | Numero di puntate | Descrizione | Messa in onda | Ospiti | Telespettatori | Share | Fonte  |
| ---------------------------------- | ---------------- | ---------------- | ----------------- | --- | ------------- | --- | -------------- | ----- | ------ |
| Aspettando BellaMa'                | 15 agosto 2022   | 8 settembre 2022 | 19                | Puntate di 5 minuti che mostrano i casting per la selezione dei concorrenti della trasmissione                                  | Pomeriggio    | – | –              | –     | –      |
| Aspettando BellaMa'                | 9 settembre 2022 | 9 settembre 2022 | 1                 | Puntata speciale di 45 minuti di anteprima della trasmissione                                                                   | Pomeriggio    | – | 285 000        | 2,8%  | [ 33 ] |
| BellaMa' speciale Sanremo          | 6 febbraio 2023  | 10 febbraio 2023 | 5                 | Puntate speciali dedicati alla settimana in corso del Festival di Sanremo 2023                                                  | Pomeriggio    | – | –              | –     | –      |
| BellaMa' speciale Sanremo          | 11 febbraio 2023 | 11 febbraio 2023 | 1                 | Puntata speciale in onda eccezionalmente di sabato, al termine della settimana interamente dedicata al Festival di Sanremo 2023 | Pomeriggio    | Nicola Di Bari, Manuela Villa, Marco Carta, Adriana Volpe | 751 000        | 6,8%  | [ 34 ] |
| Aspettando BellaMa'                | 9 settembre 2023 | 9 settembre 2023 | 1                 | Puntata speciale in onda eccezionalmente di sabato, in anteprima della nuova edizione                                           | Pomeriggio    | Roberta Capua, Rita Forte, Annalisa Minetti, Manuela Villa, Adriana Volpe, Antonella Elia | 244 000        | 2,6%  | [ 35 ] |
| BellaRai                           | 2 gennaio 2024   | 2 gennaio 2024   | 4                 | I migliori Sanremo della nostra Vita                                                                                            | Pomeriggio    | Jalisse, Anna Falchi, Giuseppe Cionfoli, Rosanna Vaudetti, Maria Giovanna Elmi | 655 000        | 6,3%  | [ 36 ] |
| BellaRai                           | 3 gennaio 2024   | 3 gennaio 2024   | 4                 | L'altro Costanzo | Pomeriggio    | Giorgio Assumma, Manuela Villa | 687 000        | 6,7%  | [ 37 ] |
| BellaRai                           | 4 gennaio 2024   | 4 gennaio 2024   | 4                 | Il racconto del territorio | Pomeriggio    | Federico Quaranta, Angela Rafanelli, Marcello Masi, Giuseppe Calabrese, don Massimo Tellan | 530 000        | 5,6%  | [ 38 ] |
| BellaRai                           | 5 gennaio 2024   | 5 gennaio 2024   | 4                 | Dall'informazione all'infotainment                                                                                              | Pomeriggio    | Alberto Matano, Angelo Mellone, Chiara Emanuele, Antonio Preziosi e Francesco Pionati, Rita Forte | 779 000        | 7,3%  | [ 39 ] |
| BellaRai2                          | 30 maggio 2024   | 30 maggio 2024   | 1                 | Puntata speciale in prima serata dedicata alla storia di Rai 2                                                                  | Prima serata  | Giancarlo Magalli, Alessandro Greco, Tiberio Timperi, Michele Mirabella, Jocelyn, Antonella Elia, Manuela Villa, Justine Mattera, Marino Bartoletti, Rita Forte, Roberta Capua, Enzo Paolo Turchi, Simona Ventura, Paola Perego | 911 000        | 6,5%  | [ 40 ] |
| Aspettando BellaMa'                | 22 agosto 2024   | 28 agosto 2024   | 5                 | Puntate di 45 minuti che mostrano i casting per la selezione dei concorrenti della trasmissione                                 | Pomeriggio    | – | –              | –     | –      |
| BellaFesta per Fondazione Telethon | 22 dicembre 2024 | 22 dicembre 2024 | 1                 | Puntata speciale eccezionalmente trasmessa su Rai 1, dedicato alla chiusura della settimana dedicata a Telethon                 | Prima serata  | Valeria Marini, Rita Forte, Manuela Villa, Antonella Elia, Nancy Brilli, Memo Remigi, Alberto Bertoli, Tazenda, Fausto Leali, Alex Britti, Michele Zarrillo, Drupi, Luca Cordero di Montezemolo                                 | 1 811 000      | 12,6% | [ 41 ] |
| BellaFesta                         | 26 dicembre 2024 | 26 dicembre 2024 | 2                 | Puntate speciali dedicati rispettivamente al Natale e alle celebrazioni del nuovo anno                                          | Prima serata  | Rita Forte, Rossella Erra, Flora Canto, Rosanna Lambertucci, Simona Izzo, Nadia Rinaldi, Lino Banfi, Rosanna Banfi, Christian De Sica, Mirko Casadei                                                                            | 624 000        | 3,9%  | [ 42 ] |
| BellaFesta                         | 2 gennaio 2025   | 2 gennaio 2025   | 2                 | Puntate speciali dedicati rispettivamente al Natale e alle celebrazioni del nuovo anno                                          | Prima serata  | Valeria Fabrizi, Giorgia Giacobetti, Maria Teresa Ruta, Mirko Gancitano, Licia Colò, Liala Antonino, Alba Parietti, Francesco Oppini, Gabriele Cirilli, Mattia Cirilli, Al Bano, Jupiter, Los Locos                             | 941 000        | 5,6%  | [ 43 ] |